# Doirania leefmansi
Doirania leefmansi är en stekelart som beskrevs av James Waterston 1928. Doirania leefmansi ingår i släktet Doirania och familjen hårstrimsteklar.
Artens utbredningsområde är Papua Nya Guinea. Inga underarter finns listade i Catalogue of Life.